# Pawilon Ceramiki Budowlanej PWK
Pawilon Ceramiki Budowlanej (obecnie sala gimnastyczna przy szkole na ul. Jarochowskiego 1) – zabytkowy, dawny pawilon wystawienniczy Powszechnej Wystawy Krajowej zlokalizowany przy ul. Jarochowskiego róg Wyspiańskiego w Poznaniu.

## Charakterystyka
Obiekt zaprojektował Stanisław Mieczkowski, a zbudowano go w 1929 i otwarto tuż przed Wystawą. W tym rejonie miasta powstało wiele innych pawilonów wystawowych, ale większość z nich zrealizowana była tymczasowo, z lekkich materiałów i po PeWuCe została rozebrana. 
Pawilon posiadał klinkierową dekorację w stylu polskiego art déco (romby i łuki), ale sama bryła nawiązywała do formy dworku. Całość nakrywał dach dwuspadowy i ozdabiała nieistniejąca już attyka. Na narożnikach istniały alkierze z czworobocznymi wieżyczkami. Zarówno attyka, jak i wieżyczki obecnie nie istnieją. Zamurowano również podcienia, tworząc salę gimnastyczną (pełniła ona krótko rolę kostnicy, kiedy to Armia Czerwona urządziła w sali szpital polowy w kwietniu 1945).
W pobliżu znajdują się City Park Poznań, park Kasprowicza, Arena i tereny Johow-Gelände.